# Brioux-sur-Boutonne
Brioux-sur-Boutonne ist eine französische Gemeinde mit 1.434 Einwohnern (Stand: 1. Januar 2022) im Département Deux-Sèvres in der Region Nouvelle-Aquitaine. Sie gehört zum Arrondissement Niort und zum Kanton Mignon-et-Boutonne. Die Einwohner werden Briouxais genannt.

## Geographie
Brioux-sur-Boutonne liegt etwa 27 Kilometer südöstlich von Niort an der Boutonne wird umgeben von den Nachbargemeinden Périgné im Nordwesten und Norden, Mazières-sur-Béronne im Norden und Nordosten, Paizay-le-Tort im Nordosten, Lusseray im Osten, Chérigné im Südosten, Asnières-en-Poitou und Juillé im Süden, Villefollet im Südwesten, Séligné im Westen sowie Vernoux-sur-Boutonne im Westen und Nordwesten.

## Bevölkerungsentwicklung
| Jahr                       | 1962 | 1968 | 1975 | 1982 | 1990 | 1999 | 2006 | 2012 | 2019 |
| Einwohner                  | 1303 | 1466 | 1641 | 1577 | 1428 | 1451 | 1491 | 1523 | 1445 |
| Quellen: Cassini und INSEE |      |      |      |      |      |      |      |      |      |

## Sehenswürdigkeiten

Steinplattenbrücke von Brioux-sur-Boutonne

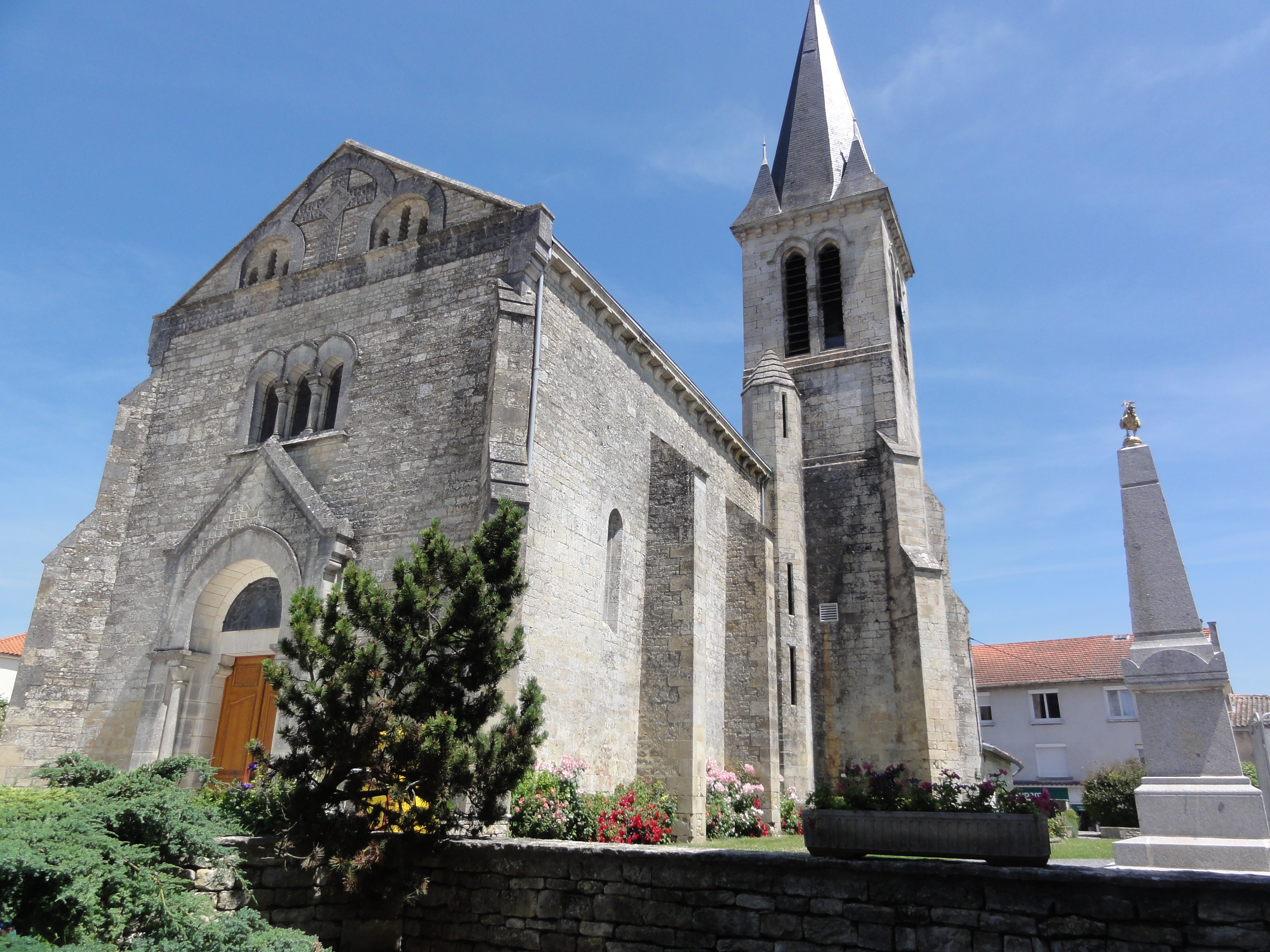
Kirche Saint-Laurent

- Steinplattenbrücke
- Kirche Saint-Laurent